# ستيوارت ديكنسون
ستيوارت ديكنسون (بالإنجليزية: Stuart Dickinson)‏ هو حكم اتحاد الرغبي ‏ أسترالي، ولد في 19 يوليو 1968 في سيدني في أستراليا.